# Raudberg-Pass
Der Raudberg-Pass (norwegisch Raudbergpasset) ist ein Gebirgspass im ostantarktischen Königin-Maud-Land. Im Borg-Massiv verläuft er zwischen dem Kulen und dem Raudberget.
Norwegische Kartografen, die ihn nach seiner geographischen Nähe zum Raudberget benannten, kartierten ihn anhand von Vermessungen und Luftaufnahmen der Norwegisch-Britisch-Schwedischen Antarktisexpedition (1949–1952).